# Eparquía de Keren
La eparquía de Keren (en latín: Eparchia Kerensis) es una circunscripción eclesiástica de la Iglesia católica en Eritrea. Se trata de una eparquía eritrea, sufragánea de la archieparquía de Asmara. Desde el 4 de enero de 2003 su eparca es Kidane Yebio.

## Territorio y organización
La eparquía tiene 25 949 km² y extiende su jurisdicción sobre los fieles católicos de rito alejandrino eritreo residentes en las provincias previas a la reorganización en regiones de 1996, de Gasc-Setit (hoy parte de la región de Anseba) y de Barca (hoy dividida entre las regiones de Anseba y de Gash-Barka). Como no hay circunscripciones eclesiásticas latinas en Eritrea, la circunscripción abarca a todos los fieles católicos.
La sede de la eparquía se encuentra en la ciudad de Keren, en donde se halla la Catedral de San Miguel.
En 2019 en la eparquía existían 43 parroquias:
- Asterio Mariam, en Adrba
- San Francisco, en Ajerbeb
- San Miguel, en Ashera
- San Esteban, en Azefa
- San Miguel, en Bambi
- San José, en Begu
- San Jorge, en Deroq
- San Miguel, en Dghi
- San Salvador, en Dobaat
- San Salvador, en Eden
- Kidanem Hret, en Feledaerb
- San Jorge, en Ferhen
- Kidanem Hret, en Ghelu
- Lideta Mariam, en Glas
- Arbatu Insisa, en Gush
- Arbatu Insisa, en Hadish Adi
- KidanemHret, en Hagaz
- San Gabriel, en Hagher
- Asterio Mariam, en Halhal
- San Salvador, en Halibmentel
- San Salvador, en Hamedey
- Kidanem Hret, en Hashela
- San Salvador, en Ira
- Kidanem Hret, en Jengheren
- Kidanem Hret, en Jufa
- San Antonio, en Keren
- San Miguel, en Keren
- Santísima Trinidad, en Keren
- San Jorge, en Megarh
- Mariam Tsion, en Mhlab
- Beata Mariam, en Qerotnejar
- Mariam Tsion, en Qunie
- San Jorge, en Sharki
- Qusquam, en Sheeb Seleba
- San Jorge, en Sheka
- Lideta Mariam, en Shnara
- Arbatu Insisa, en Terenqua
- Nuestro Señor, en Wasdemba
- San Jorge, en WesbensreK
- San Miguel, en Zen

## Historia
La eparquía fue erigida el 21 de diciembre de 1995 con la bula Communitates in orbe del papa Juan Pablo II, separando territorio de la eparquía de Asmara (hoy archieparquía).

Communitates in orbe terrarum ecclesiales multiplices variasque prae se ferunt formas, quas legitimas Nos tueri volumus, atque contendimus et studemus, ut floridiorem statum per proprium ritum illae consequantur. Nunc de Asmarensi Eparchia cogitamus deque eiusdem amplo territorio. Itaque, postquam de hac re Congregationis pro Ecclesiis Orientalibus Praefectus rettulit, iudicavimus opportunum nonnulla loca ab eadem distrahere et novam Eparchiam condere. Quapropter Apostolica Nostra de auctoritate novam Eparchiam constituimus ab urbe Keren Kerensis appellanda, ubi eparchialis sedes locatur, quae deinceps regiones quas Sahel et Senhit appellant complectetur, quamque Eparchiae Metropolitanae Neanthopolitanae suffraganeam facimus. Ad haec tandem perficienda, consuetudines iuraque congrua serventur et quae a Codice Orientali praecipiuntur, nihil quibusvis rebus minime officientibus. Novensilem communitatem demum hanc benignis oculis respicientes, exoptamus, ut novum spiritale iter animose ipsa suscipiat, quae per translaticias consuetudines et fervidam pietatem magnum progressum consequatur et fidelibus salutifera largiter afferat beneficia.

Inicialmente sufragánea de la archieparquía de Adís Abeba, en 2015 entró a formar parte de la Iglesia católica eritrea, de la cual la sede metropolitana es la archieparquía de Asmara.

## Estadísticas
Según el Anuario Pontificio 2020 la eparquía tenía a fines de 2019 un total de 42 959 fieles bautizados.
| Año                                                                             | Población            | Población | Población      | Sacerdotes | Sacerdotes    | Sacerdotes    | Bautizados por sacerdote | Diáconos permanentes | Religiosos | Religiosos | Parroquias |
| Año                                                                             | Bautizados católicos | Total     | % de católicos | Total      | Clero secular | Clero regular | Bautizados por sacerdote | Diáconos permanentes | Varones    | Mujeres    | Parroquias |
| ------------------------------------------------------------------------------- | -------------------- | --------- | -------------- | ---------- | ------------- | ------------- | ------------------------ | -------------------- | ---------- | ---------- | ---------- |
| 1999                                                                            | 49 889               | 924 550   | 5.4            | 42         | 25            | 17            | 1187                     |                      | 26         | 53         | 26         |
| 2000                                                                            | 51 291               | 949 000   | 5.4            | 32         | 17            | 15            | 1602                     |                      | 23         | 46         | 27         |
| 2002                                                                            | 51 321               | 453 230   | 11.3           | 32         | 20            | 12            | 1603                     |                      | 20         | 45         | 27         |
| 2003                                                                            | 52 572               | 464 000   | 11.3           | 46         | 35            | 11            | 1142                     |                      | 23         | 57         | 33         |
| 2004                                                                            | 53 135               | 468 969   | 11.3           | 47         | 36            | 11            | 1130                     |                      | 25         | 54         | 33         |
| 2006                                                                            | 54 807               | 484 256   | 11.3           | 48         | 27            | 21            | 1141                     |                      | 79         | 52         | 49         |
| 2007                                                                            | 42 062               | 501 000   | 8.4            | 52         | 31            | 21            | 808                      | 1                    | 65         | 49         | 39         |
| 2010                                                                            | 42 976               | 507 000   | 8.5            | 62         | 42            | 20            | 693                      |                      | 59         | 68         | 38         |
| 2013                                                                            | 48 494               | 445 860   | 10.9           | 72         | 49            | 23            | 673                      |                      | 65         | 76         | 40         |
| 2016                                                                            | 51 701               | 467 683   | 11.1           | 71         | 47            | 24            | 728                      |                      | 70         | 81         | 44         |
| 2019                                                                            | 42 959               | 498 300   | 8.6            | 78         | 48            | 30            | 550                      |                      | 70         | 87         | 43         |
| Fuente: Catholic-Hierarchy, que a su vez toma los datos del Anuario Pontificio. |                      |           |                |            |               |               |                          |                      |            |            |            |

## Episcopologio
- Tesfamariam Bedho † (21 de diciembre de 1995-29 de julio de 2002 falleció)
- Kidane Yebio, desde el 4 de enero de 2003[5]